# DEViANCE
DEViANCE war eine Release-, Cracker- und Digitalkunst-Gruppe, die in den Jahren 1999 bis 2006 in der einschlägigen „Warez-Szene“ aktiv war. Die Mitglieder der gut strukturierten Gruppierung stammten vorzugsweise aus Europa, speziell den Niederlanden und Großbritannien, aber auch aus den Vereinigten Staaten und einigen asiatischen Staaten. DEViANCE gehörte zu den etabliertesten Cracker-Gruppen weltweit, die auf dem Gebiet der Urheberrechtsverletzung bei Softwareprodukten (Warez) im PC-Bereich aktiv war.

## Tätigkeit
DEViANCE veröffentlichte neben Cracks auch Updatecracks, Trainer und Key-Generatoren für fast alle kommerziellen Spiele, ohne jedoch selbst finanziell davon zu profitieren. Die Gruppe war darauf spezialisiert, den Kopierschutz kommerzieller Computerspiele mittels eigens dafür programmierter kleiner Programme zu überwinden, den Cracks. Diese Cracks wurden separat oder gleich mit dem kompletten Spiel als sogenannte ISO-Datei (kurz „ISO“) der Szene mittels Topsites kostenlos zur Verfügung gestellt.
DEViANCE war bekannt dafür, dass sie Cracks zu Spielen beziehungsweise komplette uneingeschränkte Vollversionen der entsprechenden Spiele vor einem offiziellen Verkaufsstart „veröffentlichten“. So konnte die Formation am 16. März 2004, 24 Stunden vor dem Verkaufsstart des Atari-Ego-Shooters Unreal Tournament 2004, den bestehenden Kopierschutz des Spiels überwinden.

### Digitalkunst
Neben dem sportlichen Aufbrechen von Kopierschutzmaßnahmen und dem Veröffentlichen von Schwarzkopien ist DEViANCE auch für künstlerische Werke bekannt und in der Demoszene hoch angesehen. So wurden die Cracks häufig in einer kunstvoll gestalteten Hülle wie beispielsweise Keygens mit gewisser grafischer Gestaltung und Chiptune-Hintergrundmusik präsentiert. Ein Flügel der Gruppe, die sogenannte „Demo Division“, veröffentlichte im Gegensatz zur „Cracking Division“ meist nur Cracktros (Crack-Intro) – auch deren Mitglieder waren distanziert von den illegalen Divisionen.

## Geschichte
Die Formation wurde – eigenen Angaben nach – am 1. Januar 1999 gegründet. Der Name „DEViANCE“ stammt von DVNiSO, der Computerspiele-Division von DiViNE. Im April 2004 kam es zu Razzien im Rahmen der sogenannten Operation Fastlink, die unter anderem auch gegen DEViANCE gerichtet war. Am 25. Dezember 2006 wurde auf der „offiziellen“ Internetseite der Gruppe die sofortige Auflösung bekannt gegeben, was aber nicht bedeutet, dass einzelne Mitglieder nicht weiterhin aktiv bleiben (siehe unten). Ein Großteil der Demo Division ist Anfang 2007 der Demogruppe Surprise! Productions beigetreten.
Die letzten Mitglieder der Gruppe waren unter anderem:
Anesthetic, Vigo, Ghandy, TMB (SCX DVN Zeiten), DocD, Interpol, Core, Sir Truck, Hobby1, Wodka, Keito, T.O.C, AM-FM und Gopher.
Einige ehemalige DEViANCE-Mitglieder veröffentlichen nun als HATRED, weitere unter dem Namen RELOADED.